# Sobótka
Sobótka (Duits: Zobten am Berge) is een stad in het Poolse woiwodschap Neder-Silezië, gelegen in de powiat Wrocławski. De oppervlakte bedraagt 32,2 km², het inwonertal 6729 (2005).
Vanuit Sobótka is een gemarkeerde wandelweg naar de top van de Ślęża. Sobótka heeft twee skipisten met skiliften.

## Bestuurlijke indeling
Sobótka bestaat uit de stadsdelen:
| - Będkowice - Garncarsko - Księginice Małe - Kryształowice - Kunów - Michałowice - Mirosławice - Nasławice - Okulice - Olbrachtowice - Przezdrowice | - Ręków - Rogów Sobócki - Siedlakowice - Stary Zamek - Strachów - Strzegomiany - Sulistrowice - Sulistrowiczki - Świątniki - Wojnarowice - Żerzuszyce |

## Bezienswaardigheden
- gotische kerk uit de 16de eeuw. Renaissance bouw in 1568. In 1995 heeft de Kunstgalerie van het Museum tentoonstellingen van Wiesław Ochman, Jerzy Duda-Gracz en Stasys Eidrigevicius hier gehouden.

- Het Klooster van de Augustiner monnik uit de 12de eeuw, vanaf 1810 in bezit van de familie von Lüttwitz van 1885 tot 1886 in Neorenaissance stijl omgebouwd tot het kasteel Zamek w Górce (Kasteel Górka). Tegenwoordig is het een hotel.

- In Stary Zamek de Pfarrkerk St. Stanislaus (Kościół Św. Stanisława). De Romaanse kerk dateert uit de 13de eeuw.

- In Będkowice staat het Renaissance-Waterkasteel uit 1546, vroeger in bezit de hertogen van het Hertogdom Schweidnitz-Jauer.

## Verkeer en vervoer
- Station Sobótka

## Partnersteden
- Berga/Elster, Duitsland – sinds 9 december 2000
- Sobotka, Tsjechië – sinds 21 mei 2004
- Gauchy, Frankrijk – sinds 26 juni 2004